# Doctrine nazie sur les races

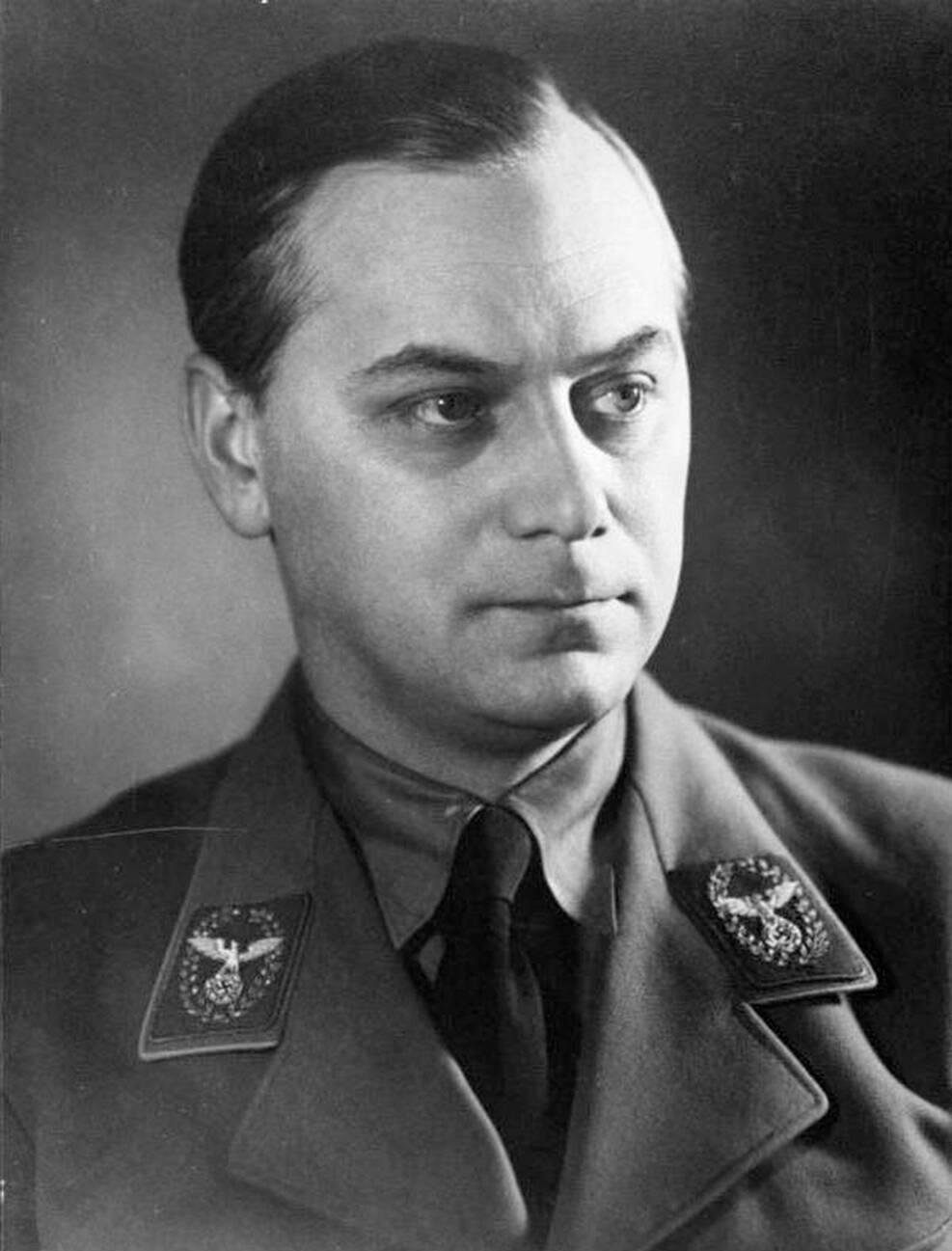
Alfred Rosenberg qui fut l’un des principaux inspirateurs des lois raciales nazies

Le Parti national-socialiste des travailleurs allemands a adopté et développé diverses classifications raciales pseudo-scientifiques dans le cadre de son idéologie pour justifier le génocide de groupes de personnes qu’il considérait comme racialement inférieurs. Les nazis considéraient la soi-disant « race aryenne » comme une « race maîtresse » supérieure, et les Juifs, les Africains, les métis, les Roms, les Slaves et d'autres groupes ethniques comme des « sous-humains » (Untermenschen) et racialement inférieurs, dont les membres étaient destinés au travail forcé et l'extermination. Ces croyances sont issues d’un mélange d’anthropologie du XIXe siècle, de racisme scientifique et d’antisémitisme. Ces doctrines ont conduit aux massacres et génocides en Europe pendant la Seconde Guerre mondiale.

## Doctrine d'une hiérarchie des races

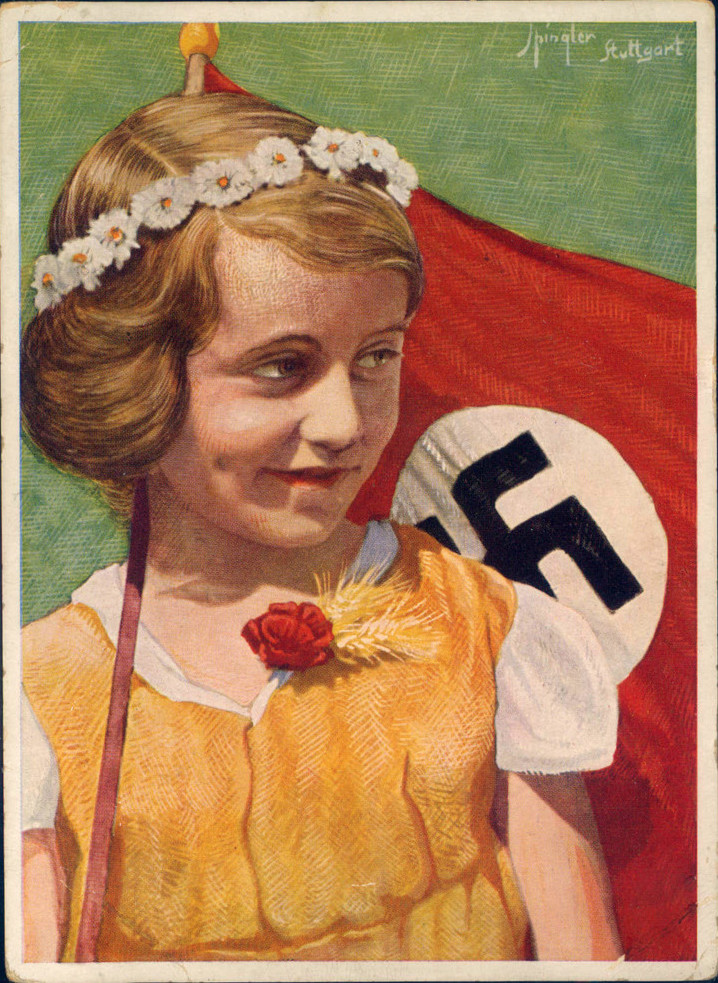
Carte postale de propagande du Parti nazi (NSDAP) (Propagandakarte, Ansichtskarte) des années 1930 de Spingler, Stuttgart ; une photographie colorée et peinte à la main montrant une jeune fille vêtue de jaune tenant un drapeau avec la croix gammée nazie.

Les nazis prétendaient constater l'existence d'une hiérarchie strictement scientifique dans l'espèce humaine. Les opinions d'Adolf Hitler sur les races et les peuples figurent dans divers passages de Mein Kampf et, en particulier, dans le chapitre 11 intitulé « Nation et race ». Les textes diffusés habituellement aux Jeunesses hitlériennes contenaient un chapitre consacré à « la race du peuple allemand », qui citait abondamment les documents de Hans Günther, pseudoscientifique et théoricien des races à l'ère nazie. Ce texte indiquait les races européennes en ordre descendant dans la hiérarchie du parti nazi :
1. race nordique en premier (y compris la branche des phaliques),
2. occidentale (méditerranéenne)
3. dinarique
4. orientale (alpine)
5. baltique orientale (en).

### Aryens

#### Nordiques et germaniques
Hitler considérait que la race aryenne constituait la catégorie supérieure de l'humanité. Selon la doctrine nazie, les Aryens au sang le plus pur étaient les Nordiques d'Allemagne, d'Angleterre, des Pays-Bas et de Scandinavie. D'après les nazis, les Allemands constituaient une branche méridionale de la population aryenne-nordique. Néanmoins, ce type était particulièrement présent au Nord de l'Allemagne et la doctrine du parti reconnaissait la présence de nombreux Allemands de souche « alpine ».

#### Égaux aux Aryens ou Aryens d'honneur: les peuples d'Extrême-Orient

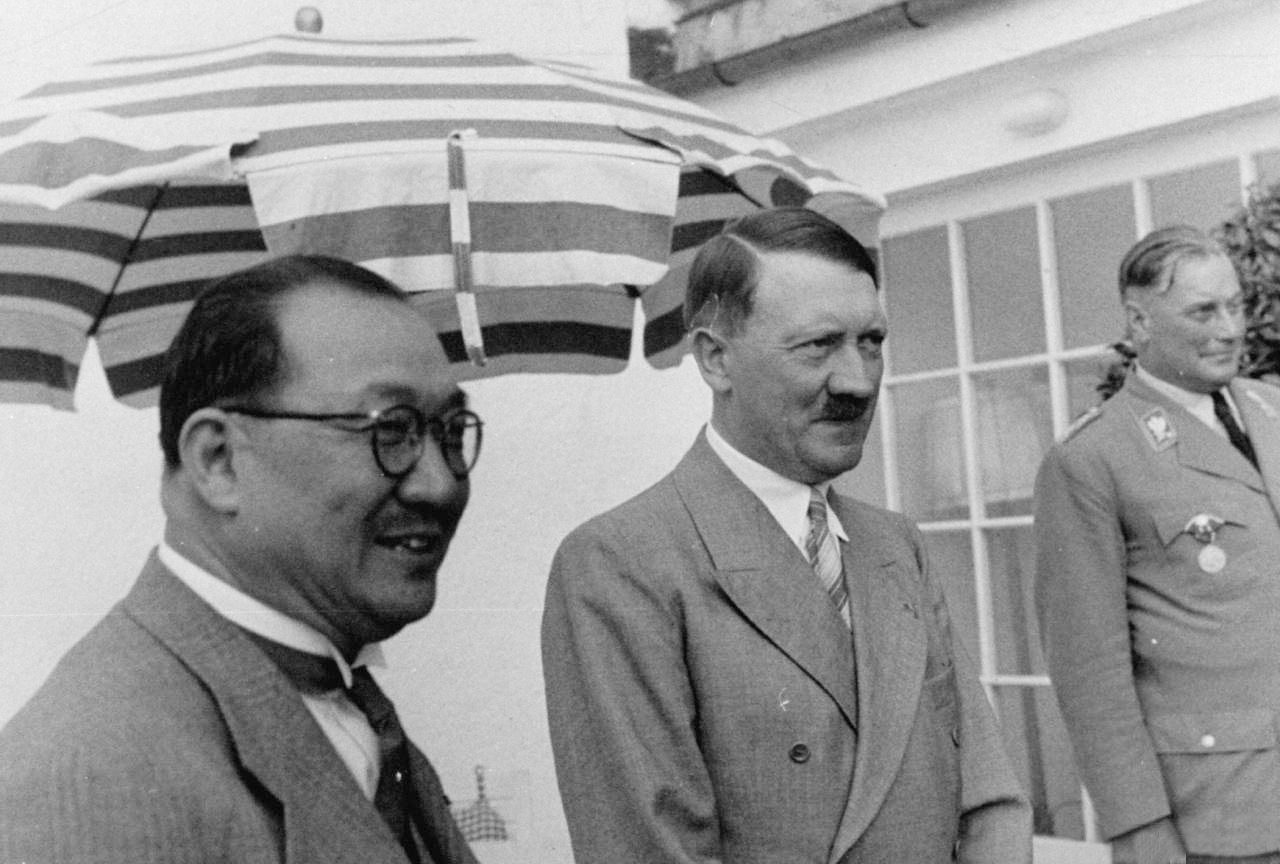
Rencontre d'Hitler et H. H. Kung en 1936

Le gouvernement nazi a commencé à promulguer des lois raciales après l'arrivée au pouvoir d'Hitler en 1933, et au cours de cette année-là, le gouvernement japonais a protesté contre plusieurs incidents raciaux impliquant des Japonais ou des Allemands d'origine japonaise. Les différends furent ensuite résolus lorsque le haut commandement nazi traita ses alliés japonais avec indulgence. Ce fut particulièrement le cas après l’effondrement de la coopération sino-allemande et la formation de l’alliance officielle germano-japonaise.
Le nazisme voyait dans les Hans et les Japonais des « Aryens de l'Est », des Aryens d'honneur et le « Herrenvolk de l'Orient » (c'est-à-dire la « race supérieure » de l'Orient),.
Après que la Chine a déclaré la guerre à l’Allemagne et rejoint les Alliés, les citoyens chinois ont été persécutés en Allemagne. L'influent antisémite nazi Johann von Leers était favorable à l'exclusion des Japonais des lois parce qu'il croyait en l'existence du prétendu lien racial nippo-aryen et parce qu'il cherchait à améliorer les relations diplomatiques de l'Allemagne avec le Japon. Le ministère des Affaires étrangères a soutenu von Leers et a cherché à plusieurs reprises entre 1934 et 1937 à modifier les lois, mais d'autres agences gouvernementales, dont le Bureau de la politique raciale, se sont opposées à l'amendement.

#### Finlandais
Lorsque l'Allemagne envahit l'URSS en juin 1941, la Finlande participe pour récupérer les territoires cédés par le Traité de Moscou. En raison de la contribution militaire des Finlandais sur le front de l'Est, Hitler publie un décret, en novembre 1942, selon lequel « désormais la Finlande et les Finlandais seront traités comme un État nordique et un peuple nordique », ce qui était une manière de souligner leur valeur.

#### Castes inférieures des Aryens
Gunther considérait que les Nordiques les plus purs se trouvaient en Scandinavie et en Allemagne du Nord, notamment en Norvège et en Suède ; il écrit : « Nous devons peut-être considérer que le sang suédois est nordique à plus de 80 % et le sang norvégien à environ 80% ». En revanche, les Britanniques et les Allemands du Sud n'étaient pas considérés comme entièrement nordiques : l'Allemagne est vue comme nordique à 55 % et le reste de la population serait alpine (en particulier, les Allemands du Sud sont vus comme dinariques et ceux de l'Est comme baltiques orientaux (en)). Gunther déclare que, sur les îles britanniques, la proportion est la suivante : 60 % de sang nordique, 30 % de méditerranéen et 10 % d'alpin.
Hitler considérait que les Français sont racialement proches des Allemands mais ne leur sont pas du tout égaux. Il déclare que « La France nous demeure hostile. Outre le sang nordique, elle comporte un sang qui nous sera toujours étranger ». Gunther s'accorde à ces vues, considérant que les Français sont principalement alpins et méditerranéens plutôt que nordiques mais qu'une puissante souche nordique était encore présente. Il estime que les Français correspondent aux proportions suivantes : 25 % nordique ; 50 % alpin ou dinarique ; 25 % méditerranéen.
Hitler avait prévu de chasser une large portion de la population française au profit de colons allemands. Il était prévu de soumettre entièrement la France puis de rattacher la zone interdite (à l'Est de la France) au Reich allemand. Les habitants français de cette zone, soit 7 millions de personnes (20 % de la population française) serait déportés et les terres occupées par au moins un million de colons allemands. Néanmoins, ce programme est ajourné ou abandonné après l'opération Barbarossa, qui tourne les prétentions coloniales vers l'Est de l'Europe.

#### Aryens de l'Est: les Iraniens
À partir de 1933, les dirigeants nazis tentent d'influencer l'Iran et financent un journal raciste, l'Iran-e Bastan, co-rédigé par un Iranien pro-nazi, Sheikh Abdul-Rahman Seif. Cette publication, et d'autres journaux chauvinistes, deviennent populaires dans les années 1930 chez les élites iraniennes.
En 1936, le Rassenpolitisches Amt, en réponse à une question du Ministère allemand des Affaires étrangères, classe les Turcs non-juifs comme des Européens mais « ne répond pas à la question concernant les Arabes, Perses et Musulmans, visiblement non européens ».

### Sous-hommes (Untermenschen)

#### Roms, Slaves et Juifs
Dans l'idéologie nazie qui traitait les races inférieures , l'Europe de l'Est, et notamment les secteurs où les habitants parlent des langues slaves, est la plus inférieure d'Europe et diffère profondément du reste du continent,,. Hans Gunther déclare : « l'Est de l'Europe montre une transition progressive des mélanges raciaux d'Europe centrale vers des régions à prédominance baltique orientale (en) et asiatique de l'intérieur… En raison des caractéristiques physiques proches entre les baltiques orientaux et les asiatiques de l'intérieur, il sera difficile de fixer une frontière nette entre les deux races ». Il considère que la Russie comporte 25 % de nordiques et les autres régions en comptent moins.
Le parti nazi ne considère pas comme Aryens les Juifs, les Roms et les Slaves (y compris les Polonais, les Serbes et les Russes). Ils étaient considérés comme des Untermenschen de race inférieure,,,. Hitler considérait que la défaite allemande dans la Première Guerre mondiale était l'effet d'« ennemis de l'intérieur ». Les difficultés issues du traité de Versailles étaient imputées aux Juifs habitant en Allemagne, accusés de saboter le pays. Les nazis les classaient donc tout en bas de leur échelle des races humaines et les désignaient sous le terme injurieux d'Untermensch (sous-hommes).
Dans leur volonté d'expansion (conquête du Lebensraum), les nazis ont appliqué leurs catégorisations aux Slaves, en particulier aux Polonais, aux Serbes, aux Russes ainsi qu'aux Roms.
Les Untermenschen étaient déchus de tous leurs droits, traités comme des animaux et voués à mener une Lebensunwertes Leben (« Vie indigne d'être vécue »), à savoir être réduits en esclavage et exterminés,,,

### Filmographie
- Science nazie : la race, le sol et le sang, film documentaire de 90 minutes réalisé par David Korn-Brzoza, écrit avec Johann Chapoutot et produit par Upside Télévision / ARTE / RTBF, 2019.